# Загрёбка
Загрёбка — небольшая речка на востоке Московской области, левый приток Клязьмы.
Начало берёт в 1 км восточнее города Черноголовки. Основное направление течения — на юг и юго-восток. Протекает по городскому округу Черноголовка и Богородскому городскому округу. Русло речки проходит рядом с жилыми корпусами танкового полигона, по деревне Жилино, садовым участкам и району «Бабёнки» Ногинска. Впадает в Клязьму в черте города Ногинска.

## Гидрология
Длина речки — 18 км, площадь водосборного бассейна — 58,8 км², наибольшая ширина 10 метров, наибольшая глубина — 2,1 метра, преобладающая — 0,65 метра. Берега низкие, в верхнем течении — илистые, в среднем и нижнем — песчаные, местами заболоченные. Дно ровное в нижнем течении песчаное, замусорено. Скорость течения в Ногинске около 0,3 м/с. Перед устьем уровень речки повышен городской плотиной.
В верхнем течении через речку есть лишь один брод лесной дороги, в нижнем проходит под автомобильным мостом у деревни Жилино, под металлическим пешеходным мостом (бывшим узкоколейным) в дачном посёлке, под автомостом и пешеходным мостиком в «Бабёнках».
Из загрязнителей можно выделить небольшое нефтехранилище у болота-источника, хранилище минеральных удобрений, птицеферму, проходящие рядом с речкой коллекторы, дачный посёлок и грунтовые воды районов «Полигон» и «Бабёнки».

## Растительность
По берегам речки растут: стрелолист, камыш, тростник, осоки, рогоз, частуха, по берегам дачного посёлка культурная растительность.
Леса преимущественно смешанные, с преобладанием берёзы в верхнем течении и сосны в среднем и нижнем.

## Ихтиофауна
В воде обитают плотва, окунь, карась, щука, лещ, ротан, язь, пескарь. Условия для воспроизводства рыбы хорошие, в конце 90-х к деревне Жилино из Клязьмы на нерест заходили язь, лещ и щука.

## Фауна
В верхнем течении реки живут бобры.

## Данные водного реестра
Код объекта в государственном водном реестре — 09010300612110000031406.